# Марк-Твен (национальный лес)
Марк-Твен (англ. Mark Twain National Forest) — один из 154 национальных лесов США, расположенный в штате Миссури. Назван в честь известного американского писателя, журналиста и общественного деятеля Марка Твена (1835—1910).

## История
В связи с усилившейся вырубкой деревьев, в рамках программы Гражданский корпус охраны окружающей среды, 11 сентября 1939 года в южной и центральной частях штата Миссури были образованы два национальных леса под названиями «Кларк» и «Марк-Твен». 1 июля 1973 года оба они были объединены под названием «Марк-Твен» (единое название официально утверждено 17 февраля 1976 года).

## Описание
Лес расположен в южной части Миссури на плато Озарк. «Марк-Твен» является единственным национальным лесом штата и занимает 11 % от всей площади лесов штата и 3,3 % от всей площади штата. Лес разделён на девять не связанных между собой блоков географически и на шесть рейнджер-районов административно. Управление лесом осуществляется из города Ролла. Площадь леса составляет 6037,3 км².
Климат
Максимальная температура воздуха, зарегистрированная в лесу «Марк-Твен» составила 42°С, минимальная — -28°С. В среднем за год над парком выпадет 1109,2 мм дождя: самый влажный месяц — май (125,7 мм), самый сухой — январь (53,0 мм). Снега над парком выпадает в среднем 55,9 см за год: самый снежный месяц — декабрь (18,0 см), с мая по сентябрь включительно выпадения снега не фиксировалось ни разу.
Достопримечательности
- Родник Грир[англ.] — даёт в среднем 10 м³ воды в секунду (максимум — до 50 м³ в секунду), образует речку длиной два километра. Национальная природная достопримечательность с 1980 года.
- Река Сент-Франсис (частично на территории леса)
- Озеро Консил-Блафф
- Туристическая тропа Озарк[англ.] (частично)
- Исторические районы «Станция рейнджеров в Ролле» и «Станция рейнджеров в Уиноне»
- Территории дикой природы:
  - Айриш (Ирландская)
  - Белл-Маунтин (Гора Белл)
  - Девилс-Бэкбоун (Хребет Дьявола)
  - Пайни-Крик
  - Пэдди-Крик
  - Рокпайл-Маунтин (Гора Рокпайл)
  - Херкалес-Глейдс (Поляны Геркулеса)

Занимаемые округа
Несмотря на то, что «Марк-Твен» далеко не самый большой национальный лес США по площади, он занимает части 29 округов, в чём является рекордсменом страны.
| Округ         | Площадь, км² | % от площади леса | % от площади округа |
| ------------- | ------------ | ----------------- | ------------------- |
| Орегон        | 423,79       | 7,02              | 20,66               |
| Рипли         | 394,31       | 6,53              | 24,09               |
| Айрон         | 388,69       | 6,44              | 27,18               |
| Картер        | 366,81       | 6,08              | 27,83               |
| Ренолдс       | 363,95       | 6,03              | 17,27               |
| Уэйн          | 357,63       | 5,92              | 17,84               |
| Шаннон        | 339,67       | 5,63              | 13,06               |
| Вашингтон     | 332,38       | 5,51              | 16,84               |
| Дент          | 295,47       | 4,89              | 15,11               |
| Тейни         | 266,90       | 4,42              | 15,80               |
| Фелпс         | 264,58       | 4,38              | 15,15               |
| Барри         | 223,33       | 3,70              | 10,90               |
| Крисчен       | 211,49       | 3,50              | 14,48               |
| Мадисон       | 207,08       | 3,43              | 16,05               |
| Хауэлл        | 204,38       | 3,39              | 8,50                |
| Крофорд       | 202,54       | 3,35              | 10,51               |
| Техас         | 200,65       | 3,32              | 6,57                |
| Батлер        | 196,25       | 3,25              | 10,84               |
| Дуглас        | 166,04       | 2,75              | 7,87                |
| Пьюласки      | 158,54       | 2,63              | 11,11               |
| Озарк         | 156,50       | 2,59              | 8,01                |
| Лаклид        | 123,60       | 2,05              | 6,21                |
| Каллавей      | 50,45        | 0,84              | 2,30                |
| Стон          | 41,82        | 0,69              | 3,16                |
| Сент-Дженевив | 41,50        | 0,69              | 3,16                |
| Райт          | 28,97        | 0,48              | 1,64                |
| Бун           | 16,60        | 0,27              | 0,93                |
| Боллинджер    | 6,66         | 0,11              | 0,41                |
| Сент-Франсис  | 2,72         | 0,05              | 0,23                |

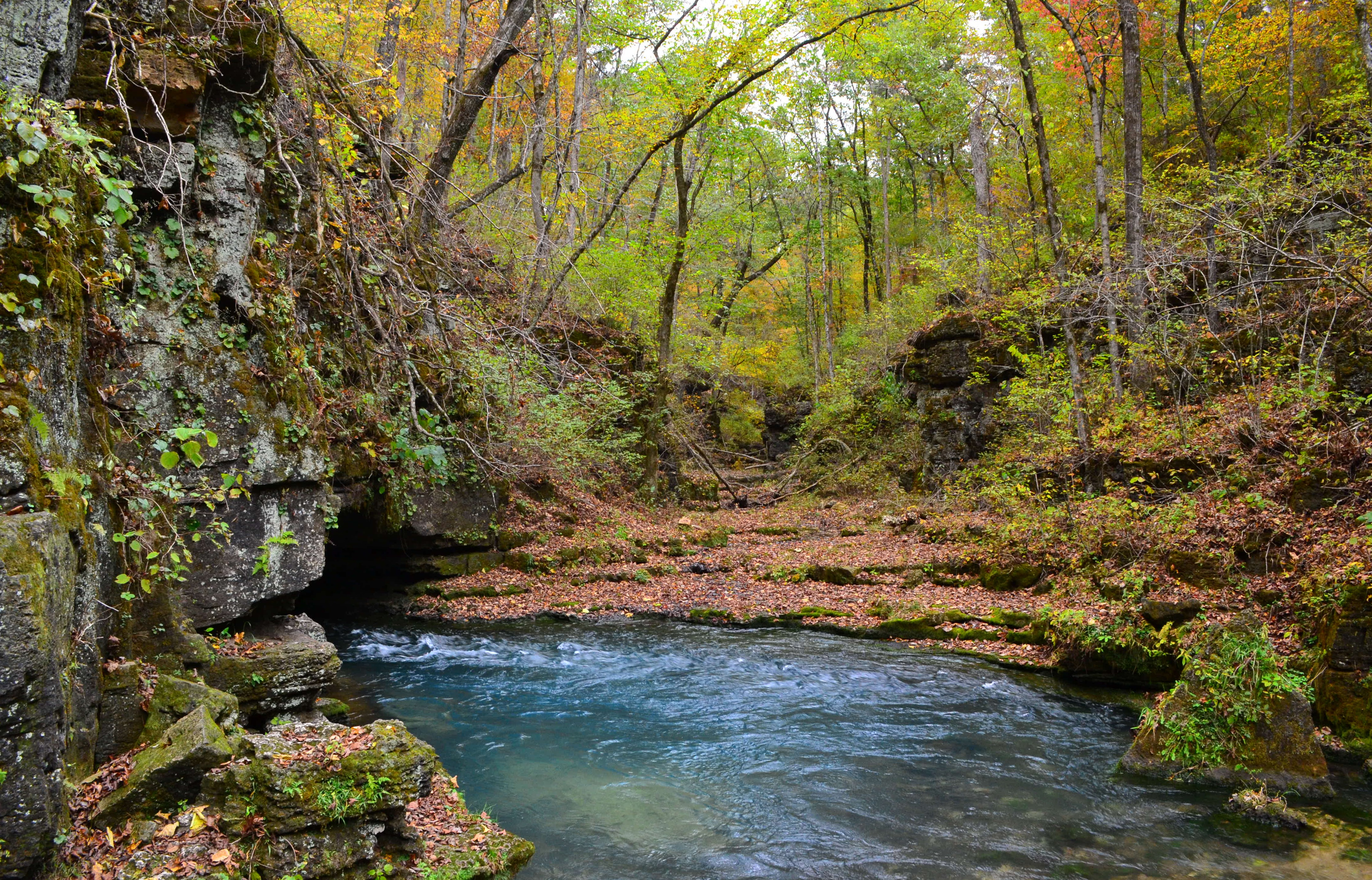
Родник Грир[англ.]
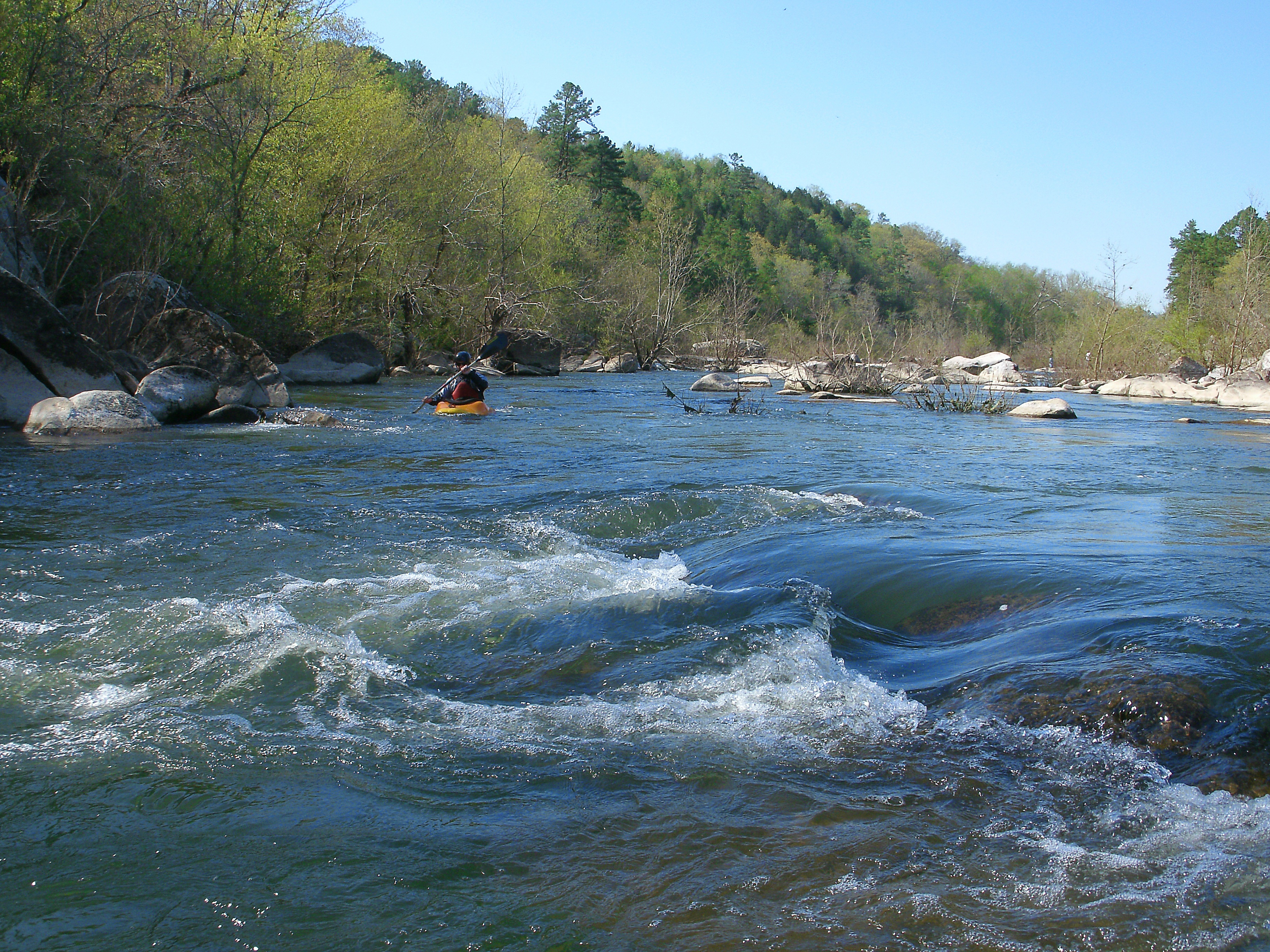
Река Сент-Франсис
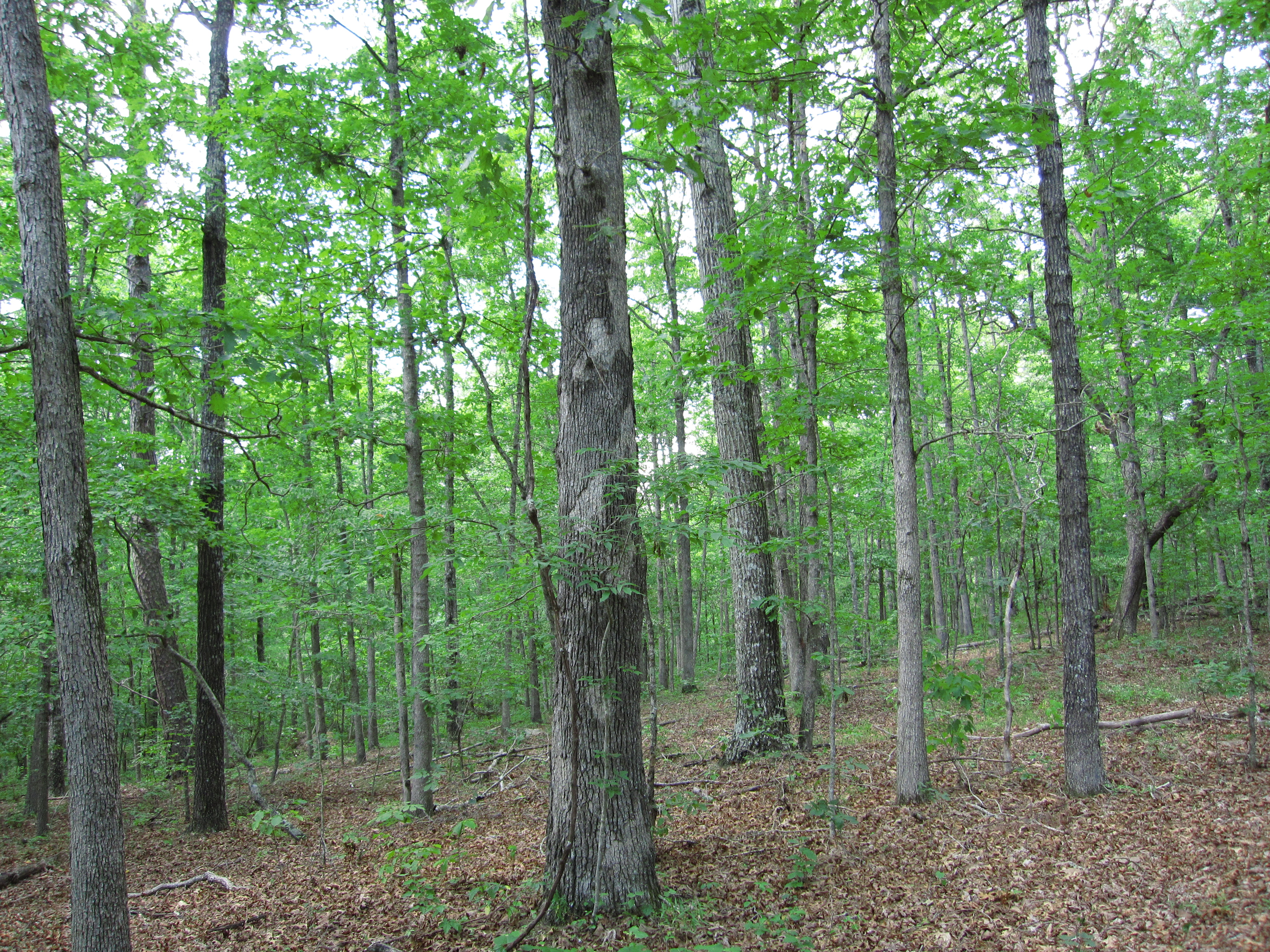
Территория дикой природы «Айриш»
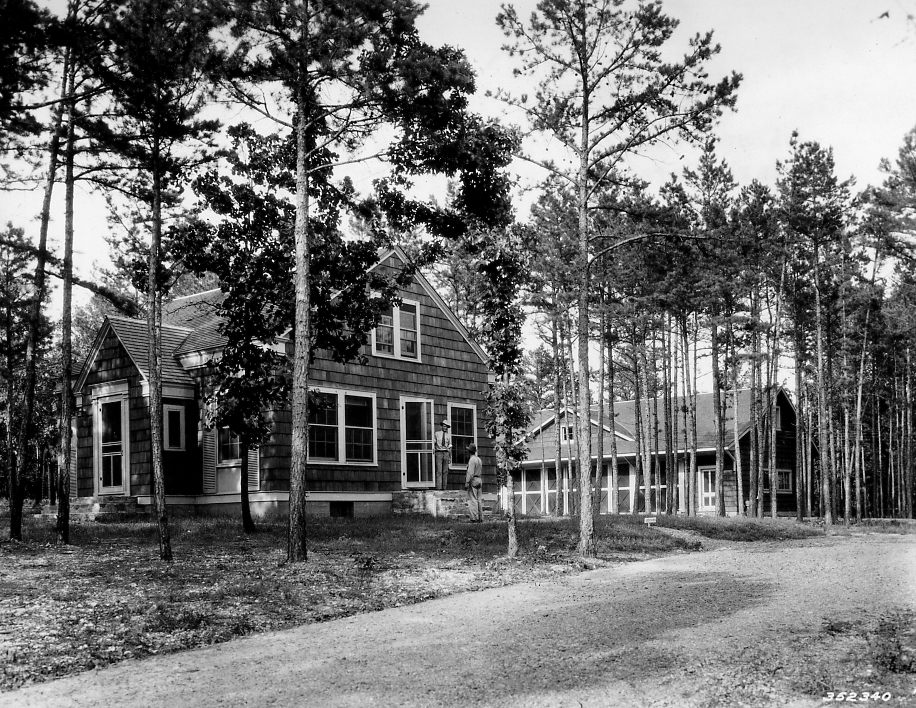
Станция рейнджеров в Уиноне (1937 год)
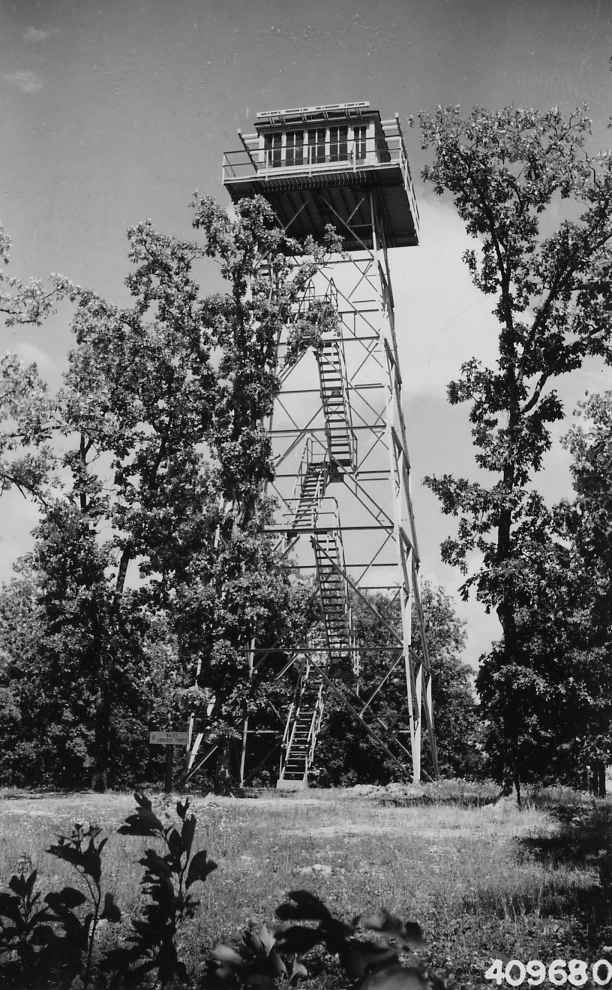
Обзорная площадка (1941 год)
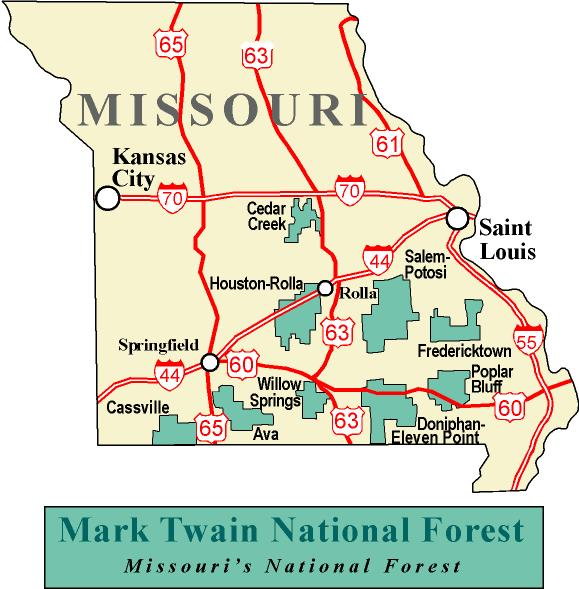
Карта леса